# Anette Cuburu
Anette Cuburu Bidault (Mexicali, Baja California; 18 de enero de 1975) es una actriz y presentadora en la televisión mexicana y estadounidense.

## Biografía
Inició en el teatro con obras como Shakespeare y Ghost, formó parte del grupo musical mexicano Éxtasis como bailarina.
En 1996, después de prepararse con clases de actuación en el Centro de Educación Artística de Televisa (CEA), inició su carrera como conductora de un programa de concurso de productos por televisión llamado La venta increíble, a lado del presentador Guillermo Huesca el cual se transmitía en 1998. Ese mismo año, incursiona en el mundo de la comedia, grabando algunos episodios de la serie ¿Qué nos pasa? junto a Héctor Suárez, y también realiza algunos episodios de Mujer, casos de la vida real.
En 1999 se cambia a TV Azteca para actuar en la telenovela El candidato. Además, filma algunos episodios para Lo que callamos las mujeres. Más tarde es una de las conductoras principales del programa Con sello de mujer, al lado de Maggie Hegyi , Pamela Cerdeira y María Inés Guerra.
En 2003 sustituye a Silvia Navarro en el programa Estrellas de novela.
En 2004 encabeza el Noticiero A.M., y ese mismo año contrae matrimonio con el empresario Alejandro Benítez en Acapulco. Participa en la obra Engañame si quieres de José Elías Moreno.
En 2008 vuelve a Televisa luego de casi diez años fuera de la empresa y cuatro lejos de la pantalla chica, para integrarse al elenco de conductores del programa matutino Hoy.
En 2014 conduce, junto a Rolando Martínez y Enrique Usales, la primera entrega del Premio Fénix para el canal Cine Latino.
En 2018 regresa a TV Azteca, luego de 14 años de alejarse de la empresa, en esta ocasión presenta el programa Club de Eva a lado de otras presentadoras como Laura G, Esmeralda Ugalde y Verónica del Castillo, dicha emisión duró 3 meses al aire debido a problemas ilegales y de inmediato es integrada al programa Todo un show, camino a la fama con Laura G y Roger González.
Ese mismo año ocupa la vacante que había dejado la presentadora Ingrid Coronado en Venga la alegría, a lo que a partir del 2 de enero de 2019 se integra oficialmente como presentadora del programa matutino, donde ingresa junto a Brandon Peniche y Kristal Silva.
En noviembre de 2020 se une al equipo de Al extremo, donde comparte conducción con Carmen Muñoz y Juan Barragán, y en 2021 ocupa el lugar que había dejado Muñoz, en 2022 abandona dicho programa.
El 31 de mayo de 2023 deja la emisión de Venga la alegría, y aparece en el matutino de Telemundo, Hoy día en Estados Unidos. Al mismo año inicia su canal de YouTube Anetteando donde ha entrevistado a diversas celebridades.

## Filmografía

### Conducción
- La venta increíble (1998-1999)
- Con sello de mujer (2000-2004)
- Estrellas de novela (2003)
- AM revista informativa (2004)
- Hoy (2008-2010)
- Tu casa tv (2014-2018)
- Club de Eva (2018)
- Todo un show (2018)
- Venga la alegría (2019-2023)
- Al extremo (2020; 2021-2022)
- Hoy día (2023-presente)

### Series de televisión
- Mujer, casos de la vida real (1996)
- ¿Qué nos pasa? (1998)
- Lo que callamos las mujeres (2001) Ep. «Yo la mala», Mónica
- Mujeres Asesinas 3 (2010) Ep. «Las Cotuchas», "Empresarias"
- La casa de los famosos (2024) - Panelista[11]
- La casa de los famosos All-Stars (2025) - Panelista

### Teatro
- Shakespeare
- Ghost
- Engañame si quieres (2004)
- Hijas de su madre (2024)

### Telenovelas
- El premio mayor (1995) - Tracy (joven)
- Confidente de secundaria (1996) - Paloma
- El candidato (1999) - Ana María Mijares